# Forsterinaria necys
Forsterinaria necys is een vlinder uit de onderfamilie Satyrinae van de familie Nymphalidae.
De voorvleugellengte  van de imago bedraagt 22 tot 23 millimeter. De soort komt voor in het zuiden en zuidoosten van Brazilië, Paraguay en het noorden van Argentinië.
De wetenschappelijke naam van de soort is voor het eerst geldig gepubliceerd in 1824 door Jean Baptiste Godart.